# Laggarbo
Laggarbo är en by i Östervåla socken, Heby kommun.
Laggarbo omtalas i dokument första gången 1541 ("Lagarbo"). Laggarbo anges under 1500-talet som ett halvt mantal frälse under Aspnäs gård. Under 1700-talet kallas Laggarbo ofta Stora Laggarbo för att skiljas från torpet Laggarbo under Gundbo strax intill.
Bland bebyggelser på ägorna märks Gammel-Ömans, och Ömans, två försvunna soldattorp på ägorna, soldattorp för roten 321 vid Västmanlands regemente för Hindersbo, Laggarbo, Öndbo och Gundbo, vars soldater från 1803 hette Öman. Källmyra är ett torp känt sedan 1600-talet. Ett nytt torp bredvid med namnet Lilla Källmyra tillkom på 1800-talet. Torpet Korsbo, uppfört under 1600-talet har senare räknats som beläget på Laggarbos mark. Marken tillhör dock numera Bergsslagsskogen och Stora.